# (6628) Dondelia
(6628) Dondelia est un astéroïde de la ceinture principale.

## Description
(6628) Dondelia est un astéroïde de la ceinture principale. Il fut découvert le 24 novembre 1981 à la station Anderson Mesa par Edward L. G. Bowell. Il présente une orbite caractérisée par un demi-grand axe de 2,90 UA, une excentricité de 0,07 et une inclinaison de 2,9° par rapport à l'écliptique.

## Compléments